# V (美國雜誌)
V是一本美国时尚杂志，最早发行于1999年9月。该杂志每两月发行一期，每期对应当下季节，主要关注时尚界、电影界、音乐界以及艺术界的潮流。2003年，V杂志开办了分支刊物《VMan》，一部每季度发行一期的男性时尚杂志。